# Jigme Dorji Wangchuck
Jigme Dorji Wangchuck (in dzongkha: འབྲུག་རྒྱལ་པོ་ འཇིགས་མེད་རྡོ་རྗེ་དབང་ཕྱུག་མཆོག་; Wylie: jigs med rdo rje dbang phyug; Trongsa, 2 maggio 1929 – Nairobi, 21 luglio 1972) è stato re del Bhutan dal 1952 fino alla sua morte.
È ricordato come il re che diede inizio al processo di modernizzazione del paese, aprendolo al mondo e avviandolo verso la democratizzazione.

## Biografia

### Educazione e matrimonio
Jigme Dorji Wangchuck nacque nel 1929 nel Palazzo Thruepang, a Trongsa. In giovane età visse presso la corte reale di suo padre, studiando tutti i doveri che comporta la vita da re. In seguito si trasferì per breve tempo a Kalimpong, dove frequentò un ambiente britannico e imparò l'inglese, per poi soggiornare in paesi europei come Scozia e Svizzera. Questo fu un passaggio molto importante nella vita del futuro sovrano, che qui formerà quelle idee che daranno un'impronta modernizzatrice al suo mandato. Nel 1943 fu nominato Trongsa Dronyer e nel 1950 25° Penlop di Paro. L'anno successivo sposò Kesang Choden (nata nel 1930), figlia del Gongzim Sonam Topgay Dorji e di Mayeum Choying Wangmo Dorji, principessa del Regno del Sikkim. Il matrimonio reale si tenne a Paro nel Ugyen Pelri Palace. L'anno seguente Jigme Dorji Wangchuck divenne re, dopo la morte di suo padre. L'incoronazione si tenne nello dzong di Punakha il 27 ottobre 1952.

### Regno
Durante il suo regno ventennale, terminato nel giugno 1972, iniziò il fondamentale riordinamento della società bhutanese. Jigme Dorji Wangchuck non solo guidò la riorganizzazione della società e del governo, ma consolidò anche la sovranità e la sicurezza del Bhutan. Mobilitò le risorse dei donatori internazionali sotto forma di aiuti economici e iniziò a stringere le prime importanti relazioni diplomatiche. Nel 1962 il Bhutan aderì al Piano Colombo per ottenere aiuti internazionali. Queste prime fondamentali iniziative hanno fatto sì che ancora oggi Jigme Dorji Wangchuck sia considerato come un abile e lungimirante pianificatore, in quanto riuscì a modernizzare il Bhutan senza destabilizzarne cultura e tradizioni, riuscendo a introdurre la scienza e la tecnologia senza grandi difficoltà. È considerato anche un precursore del movimento ambientalista nel suo paese, tanto che fu lui a volere l'istituzione del Parco nazionale di Manas, uno dei primi dell'area.

### Morte
Jigme Dorji Wangchuck subì il suo primo infarto miocardico acuto all'età di soli 20 anni. Ebbe anche altri attacchi nel corso della sua vita, ma quello decisivo lo subì a Nairobi, capitale del Kenya, dove si era recato per ricevere un trattamento medico e dove morì il 21 luglio 1972 a soli 43 anni.

## Riforme politiche e culturali
Nel contesto bhutanese, quando Jigme Dorji Wangchuck salì al trono c'erano ancora piccoli gruppi di lavoratori sfruttati, al servizio degli aristocratici in cambio di cibo, alloggio e vestiti. Il nuovo re cambiò immediatamente questa situazione, ponendo fine alla presenza di condizioni di lavoro così umilianti. In seguito, altri lavoratori furono liberati in altre zone del paese, specialmente in alcune parti del Bhutan orientale dove erano concentrati. Nel 1953 Wangchuck, rendendosi conto che fino a quel momento i voleri del re e degli alti funzionari erano vincolanti per il paese, decise di istituire un organismo in cui discutere i provvedimenti. Fu così che egli favorì l'apertura dell'Assemblea Nazionale del Bhutan nello dzong di Punakha. Per la prima volta rappresentanti di diversi settori della società bhutanese furono invitati a esprimere le proprie opinioni sulle questioni della vita pubblica. Allo stesso tempo, Wangchuck utilizzò l'Assemblea come una sorta di forum in cui illustrare i propri piani di sviluppo per il paese, mostrando una serie di proposte di stampo progressista relativamente ad aspetti fondamentali della vita bhutanese come la terra, il bestiame, il matrimonio, l'eredità, la proprietà e così via, a dimostrazione di una concezione della società fondata sul diritto. L'influenza del periodo trascorso in Europa è qui evidente. Parallelamente a ciò, Wangchuck favorì la nascita di una vera e propria magistratura, prima con la nomina di Thrimpons (giudici) nei distretti, e poi finalmente con l'istituzione dell'Alta corte del Bhutan nel 1967. Queste riforme amministrative e sociali avvennero prima di qualsiasi programma di modernizzazione economica. Tuttavia, fin dal 1955 iniziò a velocizzare la riforma del sistema delle tasse, che all'epoca venivano ancora pagate in beni di prima necessità. Egli trasformò questo sistema in uno che prevedeva un pagamento in denaro. Inoltre, nel 1963 fu ufficialmente istituito il Royal Bhutan Army, mentre nel 1968 furono istituiti nuovi ministeri.

## Cultura ed istruzione
Il re prestò molta attenzione politica nel preservare la cultura del Bhutan, in modo che il Bhutan potesse sempre perpetuarsi come una nazione culturalmente distinta, in particolare con una fiorente cultura buddista.
Nel 1967 fondò il Simtokha Rigzhung Lobdra (ora noto come "Istituto di lingua e studi culturali"). Aumentò anche il numero di monaci in molti monasteri. Durante il suo regno furono elaborate e sistematizzate le regole fonetiche, sintattiche e grammaticali dello dzongkha, la lingua più diffusa nel paese.
Per diffondere cultura e tradizioni nelle scuole e per fare studiare le discipline scientifiche e umanistiche, il re introdusse l'educazione moderna su un'ampia base. Fondò due scuole pubbliche, entrambe centri di eccellenza per l'istruzione: Yangchenphug, nel 1969, nel Bhutan occidentale, e Kanglung, nel 1968, nel Bhutan orientale. Spinto dal successo di queste iniziative, fondò anche un servizio sanitario gratuito nel regno.

## Sviluppo delle infrastrutture
L'ammodernamento delle infrastrutture del Bhutan per i trasporti, le comunicazioni, l'istruzione, il sistema sanitario e l'agricoltura ha avuto inizio grazie agli aiuti offerti dalla vicina India, che aveva raggiunto l'indipendenza nel 1947. Wangchuck visitò ufficialmente il paese nel 1954, ricambiato dal Primo ministro indiano Jawaharlal Nehru, che si recò in Bhutan quattro anni dopo. Dopo la visita del premier indiano, nel 1959 iniziarono ad arrivare i primi aiuti, che sfociarono nella realizzazione nel 1961 del primo piano quinquennale, che prevedeva la costruzione di 177 km di strade, 108 scuole, tre ospedali e 45 cliniche. In quell'anno la capitale Thimphu fu raggiunta dalla rete stradale. Ancora oggi in Bhutan i piani di sviluppo urbano hanno spesso durata quinquennale, chiara eredità di quel periodo di aiuti indiani.

## Relazioni internazionali
L'azione del re in ambito diplomatico fu soprattutto orientata alla creazione di rapporti solidi e sereni con l'India, mentre per lui le relazioni con tutti gli altri Paesi occupavano un ruolo secondario nella scala delle priorità. Questo però non impedì al Bhutan di essere la prima nazione dopo l'India (la seconda al mondo) a riconoscere l'indipendenza del Bangladesh, avvenuta nel 1971. Nello stesso anno il re decise di far aderire il Bhutan all'ONU, di cui il paese divenne il 125° membro.

## Titoli
- 1929–1944: Dasho Jigme Dorji Wangchuck.
- 1944–1946: Trongsa Dronyar Dasho Jigme Dorji Wangchuck.
- 1946–1952: Paro Penlop Dasho Jigme Dorji Wangchuck.
- 1952–1963: Sua altezza Śrī Panch Maharaj Jigme Dorji Wangchuk, Maharaja del Bhutan.
- 1963–1972: Sua Maestà Druk Gyalpo Jigme Dorji Wangchuk, Mang-pos Bhur-ba'i rgyalpo, Re del Bhutan.[12]

## Patrocini
- Membro a vita e Patrono della Società Maha Bodhi.[12]

## Ascendenza
|                                                |        |                                      | Genitori                                                           |  |  | Nonni |  |  | Bisnonni                                                           |  |  | Trisnonni          |  |
|                                                |        |                                      |                                                                    |  |  |       |  |  | Jigme Namgyal, X Penlop di Trongsa e XLVIII Druk Desi del Bhutan * |  |  | Pila Gonpo Wangyal |  |
|                                                |        |                                      |                                                                    |  |  |       |  |  | Jigme Namgyal, X Penlop di Trongsa e XLVIII Druk Desi del Bhutan * |  |  | Pila Gonpo Wangyal |  |
|                                                |        | Sonam Pedzom                         |                                                                    |  |  |       |  |  | Jigme Namgyal, X Penlop di Trongsa e XLVIII Druk Desi del Bhutan * |  |  |                    |  |
| Ugyen Wangchuck, I Re Drago del Bhutan         |        |                                      |                                                                    |  |  |       |  |  | Jigme Namgyal, X Penlop di Trongsa e XLVIII Druk Desi del Bhutan * |  |  |                    |  |
|                                                |        | Pema Choki *                         | Ugyen Phuntsho, VIII Penlop di Trongsa                             |  |  |       |  |  |                                                                    |  |  |                    |  |
|                                                |        | Pema Choki *                         | Ugyen Phuntsho, VIII Penlop di Trongsa                             |  |  |       |  |  |                                                                    |  |  |                    |  |
|                                                |        | Pema Choki *                         | Rinchen Pelmo                                                      |  |  |       |  |  |                                                                    |  |  |                    |  |
| Jigme Wangchuck, II Re Drago del Bhutan        |        | Pema Choki *                         |                                                                    |  |  |       |  |  |                                                                    |  |  |                    |  |
|                                                |        | Kunzang Thinley, Dzongpon di Thimphu | Dungkar Gyeltshen, XI Penlop di Trongsa                            |  |  |       |  |  |                                                                    |  |  |                    |  |
|                                                |        | Kunzang Thinley, Dzongpon di Thimphu | Dungkar Gyeltshen, XI Penlop di Trongsa                            |  |  |       |  |  |                                                                    |  |  |                    |  |
|                                                |        | Kunzang Thinley, Dzongpon di Thimphu | …                                                                  |  |  |       |  |  |                                                                    |  |  |                    |  |
| Tsundue Pema Lhamo                             |        | Kunzang Thinley, Dzongpon di Thimphu |                                                                    |  |  |       |  |  |                                                                    |  |  |                    |  |
|                                                |        | Sangay Drolma                        | Kencho Wangdu                                                      |  |  |       |  |  |                                                                    |  |  |                    |  |
|                                                |        | Sangay Drolma                        | Kencho Wangdu                                                      |  |  |       |  |  |                                                                    |  |  |                    |  |
|                                                |        | Sangay Drolma                        | …                                                                  |  |  |       |  |  |                                                                    |  |  |                    |  |
| Jigme Dorji Wangchuck, III Re Drago del Bhutan |        | Sangay Drolma                        |                                                                    |  |  |       |  |  |                                                                    |  |  |                    |  |
|                                                | Lamala | …                                    |                                                                    |  |  |       |  |  |                                                                    |  |  |                    |  |
|                                                | Lamala | …                                    |                                                                    |  |  |       |  |  |                                                                    |  |  |                    |  |
|                                                | Lamala | …                                    |                                                                    |  |  |       |  |  |                                                                    |  |  |                    |  |
| Jamyang, Chumed Zhalgno                        | Lamala |                                      |                                                                    |  |  |       |  |  |                                                                    |  |  |                    |  |
|                                                |        | Kunzang Lhamo                        | …                                                                  |  |  |       |  |  |                                                                    |  |  |                    |  |
|                                                |        | Kunzang Lhamo                        | …                                                                  |  |  |       |  |  |                                                                    |  |  |                    |  |
|                                                |        | Kunzang Lhamo                        | …                                                                  |  |  |       |  |  |                                                                    |  |  |                    |  |
| Phuntsho Choden                                |        | Kunzang Lhamo                        |                                                                    |  |  |       |  |  |                                                                    |  |  |                    |  |
|                                                |        | Chimi Dorji, Dzongpon di Thimphu     | Pema Tenzin, Penlop di Jakar                                       |  |  |       |  |  |                                                                    |  |  |                    |  |
|                                                |        | Chimi Dorji, Dzongpon di Thimphu     | Pema Tenzin, Penlop di Jakar                                       |  |  |       |  |  |                                                                    |  |  |                    |  |
|                                                |        | Chimi Dorji, Dzongpon di Thimphu     | Lhamo                                                              |  |  |       |  |  |                                                                    |  |  |                    |  |
| Decho Dorji                                    |        | Chimi Dorji, Dzongpon di Thimphu     |                                                                    |  |  |       |  |  |                                                                    |  |  |                    |  |
|                                                |        | Yeshay Choden                        | Jigme Namgyal, X Penlop di Trongsa e XLVIII Druk Desi del Bhutan * |  |  |       |  |  |                                                                    |  |  |                    |  |
|                                                |        | Yeshay Choden                        | Jigme Namgyal, X Penlop di Trongsa e XLVIII Druk Desi del Bhutan * |  |  |       |  |  |                                                                    |  |  |                    |  |
|                                                |        | Yeshay Choden                        | Pema Choki *                                                       |  |  |       |  |  |                                                                    |  |  |                    |  |
|                                                |        | Yeshay Choden                        |                                                                    |  |  |       |  |  |                                                                    |  |  |                    |  |